# Top Model Türkiye
Top Model Türkiye fue un reality show de Turquía basado el en popular formato estadounidense America's Next Top Model en el que un número de mujeres compite por el título de Top Model Türkiye y una oportunidad para iniciar su carrera en la industria del modelaje. La serie fue cancelada después de la primera temporada debido a los bajos índices de audiencia. La primera y única temporada fue ganada por Selda Car. 

## Competencia
Las audiciones se llevaron a cabo en varias provincias turcas. De las 20 seleccionadas, 12 fueron seleccionados por el jurado para entrar en la final. El destino internacional de la edición fue la ciudad de Milán ubicada en Italia.

## Jueces
- Deniz Akkaya
- Uġurkan Erez
- Cengiz Abazoġlu

## Top Model Türkiye: Ciclo 1 (2006)

### Concursantes
| Concursantes     | Edad    | Información   |
| ---------------- | ------- | ------------- |
| Selda Car        | 22 años | Ganadora      |
| Yağmur Eren      | 19 años | 2.º Lugar     |
| Şeyma Subaşı     | 23 años | 10° Eliminada |
| Songül Yıldırım  | 18 años | 9° Eliminada  |
| Senem Kuyucuoğlu | 20 años | 8° Eliminada  |
| Gözde Çetin      | 25 años | 7° Eliminada  |
| Göksun Uzun      | 22 años | 6° Eliminada  |
| Nurcan Altınoluk | 22 años | 5° Eliminada  |
| Merve Şendil     | 18 años | 4° Eliminada  |
| Meral Bayram     | 21 años | 3° Eliminada  |
| Güneş Öznek      | 24 años | 2° Eliminada  |
| Eda Köse         | 19 años | 1° Eliminada  |

### Seguimiento
| 1  | Göksun | Yağmur | Yağmur | Gözde  | Selda  | Şeyma  | Senem  | Şeyma  | Selda  | Yağmur | Selda  | Selda  |  |  |  |  |  |  |  |  |  |  |
| 2  | Merve  | Songül | Gözde  | Yağmur | Gözde  | Göksun | Şeyma  | Songül | Songül | Şeyma  | Yağmur | Yağmur |  |  |  |  |  |  |  |  |  |  |
| 3  | Şeyma  | Göksun | Songül | Selda  | Şeyma  | Songül | Yağmur | Senem  | Şeyma  | Selda  | Şeyma  |        |  |  |  |  |  |  |  |  |  |  |
| 4  | Eda    | Nurcan | Şeyma  | Nurcan | Senem  | Selda  | Selda  | Selda  | Yağmur | Songül |        |        |  |  |  |  |  |  |  |  |  |  |
| 5  | Selda  | Selda  | Merve  | Şeyma  | Nurcan | Yağmur | Gözde  | Yağmur | Senem  |        |        |        |  |  |  |  |  |  |  |  |  |  |
| 6  | Nurcan | Meral  | Meral  | Senem  | Yağmur | Gözde  | Songül | Gözde  |        |        |        |        |  |  |  |  |  |  |  |  |  |  |
| 7  | Senem  | Güneş  | Selda  | Songül | Göksun | Senem  | Göksun |        |        |        |        |        |  |  |  |  |  |  |  |  |  |  |
| 8  | Güneş  | Gözde  | Nurcan | Merve  | Songül | Nurcan |        |        |        |        |        |        |  |  |  |  |  |  |  |  |  |  |
| 9  | Yağmur | Senem  | Göksun | Göksun | Merve  |        |        |        |        |        |        |        |  |  |  |  |  |  |  |  |  |  |
| 10 | Songül | Merve  | Senem  | Meral  |        |        |        |        |        |        |        |        |  |  |  |  |  |  |  |  |  |  |
| 11 | Meral  | Şeyma  | Güneş  |        |        |        |        |        |        |        |        |        |  |  |  |  |  |  |  |  |  |  |
| 12 | Gözde  | Eda    |        |        |        |        |        |        |        |        |        |        |  |  |  |  |  |  |  |  |  |  |

     Participante ganadora del programa.
     Participante eliminada.